# Eupithecia dustica
Eupithecia dustica es una especie de polilla de la familia Geometridae. La especie fue descrita por primera vez por Harrison Gray Dyar habiendo sido descrita en 1922, con distribución en México. El holotipo de la especie fue descrita en los alrededores de la Ciudad de México.

## Descripción
Es una polilla pequeña con una envergadura de 20 milímetros (0,8 plg). El ala anterior es gris con líneas transversales obsoletas. El punto discal es un rizo llamativo. Cuenta con manchas negras en la costa, la más grande se encuentra detrás de la celda.: Notas 1  Tiene también una serie de puntos negros en la vena mediana, que indican líneas cruzadas onduladas débiles. El termen es sombreado oscuro, la línea subterminal se muestra como una serie de motas blancas.: Notas 1  El ala trasera cuenta con un punto discal oscuro, el margen interno tiene una serie de bandas onduladas oscuras y pálidas y una línea oscura ondulada subterminal que cruza el ala. Se nota una línea terminal oscura y discontinua. 